# Minn Latt
Maung Minn Latt Yekháun, alias Htun Kyi (19. července 1925 Rangún – 80. léta 20. století) byl barmský orientalista, zakladatel vědecké české barmanistiky.
Již záhy bojoval proti japonské okupaci Barmy a vstoupil do komunistické strany. Po vyhlášení samostatnosti Barmy roku 1948 odešel jako komunista do ilegality a v roce 1950 se dostal do Československa, kde nejprve vystudoval angličtinu a historii na Univerzitě Karlově, poté se stal spolupracovníkem Orientálního ústavu a začal vyučovat barmštinu na jazykové škole, poté až do roku 1962 na FF UK (tehdejší filologické fakultě). V letech 1967–1969 pracoval v Pekingu, poté v Šanském státě (zde zřejmě upadl v nemilost komunistů, byl zatčen a zastřelen).
Publikoval zejména řadu prací dotýkajících se barmštiny (Modernization of Burmese, 1966), vypracoval mimo jiné tzv. pražskou metodu romanizace barmštiny (původně roku 1956 jako pedagogickou pomůcku, vychází z ní i dodnes používaná standardní česká transkripce). Po odchodu z Československa se věnoval šanštině a jazyku wa.

## Dílo
(výběr)
- The Prague Method Burmese Reader with Burmese-English and English-Burmese Alphabetical Vocabularies, 1956 (metoda dopracována a publikována jako The Prague Method Romanization of Burmese, ArOr 26, 1958)
- Barma – křižovatka Asie, 1958 (přeložil Zdeněk Salaquarda)
- Modernization of Burmese. Dissertationes orientales 11, Oriental Institute, Academia, 1966